# Adris okurai
Adris okurai là một loài bướm đêm trong họ Erebidae.